# خيرك أباد
خيرك أباد (بالفارسية: خیرک‌آباد) هي قرية تقع في منطقة بولان في إيران. يقدر عدد سكانها بـ 77 نسمة بحسب إحصاء 2016.